# Poa hybrida
Poa hybrida là một loài thực vật có hoa trong họ Hòa thảo. Loài này được Gaudich. miêu tả khoa học đầu tiên năm 1808.